# Gonzalo Rodríguez (periodista)
Gonzalo Ariel Rodríguez (Balcarce, Buenos Aires, Argentina, 24 de enero de 1974), conocido comúnmente como Gonzalito, es un periodista argentino.
Se desempeñó como notero y coconductor en el programa televisivo CQC del canal Trece.

## Trayectoria
Sus primeros pasos como notero los dio en el programa "El Rayo" conducido por Dolores Barreiro y producido por Cuatro Cabezas. Allí, Gonzalito se dedicaba a graficar a la teleaudiencia los pormenores de la movida nocturna de la Ciudad de Buenos Aires.
Mario Pergolini, productor del programa, puso sus ojos en él para que ocupe la vacante dejada por el notero Andy Kusnetzoff, en lo que sería la vuelta de CQC en el 2002, luego de un parate de un año.
En el año 2007, Daniel Malnatti abandonó el programa luego de recibir una oferta para formar parte del personal de la sección "Telenoche Investiga" del noticiero "Telenoche" de Canal Trece. Ante esta partida, Gonzalito pasó a ocupar su lugar al frente de la sección "ProtesteYa". En dicha sección, Gonzalito recorre la Ciudad de Buenos Aires y el país, en busca de irregularidades denunciadas por la gente, a través del correo electrónico del programa. Una vez conocido el problema, se dirige hacia las oficinas del responsable de estas irregularidades y logra hacer asumir un compromiso a este funcionario, a cambio de una garantía. Una vez cumplido el plazo, la garantía se devuelve o ejecuta según lo que haya sucedido. 
En el año 2009, condujo CQC junto a Ernestina Pais y Juan Di Natale.
En el año 2015 condujo La mesa está lista junto a Germán Paoloski, María Julia Oliván, Jey Mammón y José Chatruc.
Condujo Mañanas mortales, programa que se emite de lunes a viernes de 7 a 10 por Radio El Mundo AM 1070.
Actualmente se encuentra conduciendo "Tardes Bestiales", programa que se emite por la emisora RQP FM 95.9, en el horario de 16:00hs a 19:00h, junto con "El Gato", el Negro Salazar y Jimena Vallejos. A  su vez es conductor y notero en el programa PQN GONZALITO emitido por el canal con el mismo nombre en la red social YouTube, en el que retoma un guion similar al de Proteste Ya del programa CQC.

## Premios
Premio Martín Fierro
- 2012: Mejor labor cronista (CQC)